# Ізвори
Ізво́ри (Ізвоареле-Сучевей; рум. Izvoarele Sucevei) — гуцульське село, центр комуни Ізвоареле-Сучевей, повіту Сучава, у регіоні Буковина (північ Румунії).
За переписом 1900 року до села Шипіт Радівецького повіту належав фільварок Ізвори — були 18 будинків, проживали 65 мешканців: 17 українців, 2 румуни, 29 німців, 7 євреїв, 2 поляки.
На 2002 рік проживало 964 особи, з них 284 українці, румунів — 680. Неподалік від села розташований пункт пропуску на кордоні з Україною Шепіт—Ізвори.

## Уродженці
- Хутопила Василь Дмитрович — український живописець.